# Фен (імператриця)
Фен (*冯, 442 —490) — китайська імператриця з династії Північна Вей, фактична володарка держави у 465–490 роках.

## Життєпис

### Молоді роки
Походила з роду Фен, що були правителями держави Північна Янь. Донька Фен Лана, Січен-гуна, та панні Ван. У 433 році її батько потрапив у полон до війська Північної Вей, проте зумів зберегти життя, ставши служити династії Тоба. В подальшому Фен Лана все ж було страчено за зловживання. Його донька Фен опинилася при імператорському дворі. У 455 році стала наложницею імператора Вень-чен-ді, а у 456 році внаслідок інтриг отримала титул імператриці. Незабаром народила йому сина Хуна.

### Володарювання
Після смерті Вень-чен-ді в 465 році трон перейшов до його сина Хуна, що прийняв титул Сянь-вень-ді. До часу вступу на престол йому було всього 11 років. Тому справи управління країною прийняв на себе ченсян (на кшталт канцлера) І Хунь. Незабаром він став готувати змову з метою повалення імператора і захоплення влади. Імператриці Фен стало відомо про це, і вона згуртувала навколо себе сили, які протистояли канцлеру і його намірам. І Хуня було схоплено і вбито, після чого контроль за політичними справами перейшов в руки імператриці.
В 471 році, коли Сянь-вень-ді підріс і міг претендувати на самостійне керування країною, мати примусила його зректися престолу на користь його первістка — Хуна (ієрогліф «хун» в його імені має інше накреслення, ніж в імені його батька але читається так само), що отримав титул Сяо-вень-ді. Йому було 4 роки, і вся повнота влади збереглася за імператрицею Фен, яка тепер мала титул тайхуан-тайхоу (імператриця-бабуся).
Втім у 476 році Сянь Вень-ді зробив спроби відродити свій вплив, наказавши стратити коханців імператриці Фен — сановників Лі Фу та Лі І. У відповідь імператриця Фен отруїла свого сина. Після цього на владу Фен ніхто не зазіхав.
Водночас вона намагалася провести низку реформ у державі. Спочатку проведено податкову реформу. Встановлено порядок сплати податків, виходячи з розподілу людей на 3 категорії і 9 розрядів залежно від майнового та фінансового стану. Були також відновлені звичні для населення розміри і вартість частин шовкових тканин, які були потрібні у вигляді однієї з податкових статей. Посилили боротьбу з хабарництвом та іншими зловживаннями з боку чиновництва. У 484 році відновили систему оплати праці чиновників, що існувала за часів династії Цзінь.
Водночас розпочалася політика китаїзації кочових племен імперії. У 483 році були заборонені шлюби між членами одного і того ж роду, що практикувалося у племені тоба. У 485 році було наказано звільнити китайців, що находилися у рабстві у представників тоба.
В 485 році оприлюднений наказ щодо впровадження так званої «надільної» системи землекористування, що іменувалася «роздачею рівних полів». Згідно з неї, кожне домогосподарство (доросла подружня пара) повинне було гарантовано отримати чітко визначену за розміром ділянку землі під ріллю і розведення технічних культур (тутового шовкопряда та інших), з якого належало сплачувати певну норму податків. Набагато більші, ніж простолюдину, земельні наділи надавалися чиновникам різних рангів. Саме цей порядок ліг в основу тих зразків, які пізніше практикувалися в аграрній політиці наступних китайських імперій.
У 486 році імператриця Фе видала наказ про введення поділу населення країни на об'єднання громад у 5, 25 і 125 дворів на чолі із старостами. Це мотивувалося прагненням влади потрапляння в залежність від великих землевласників. Наказ 487 року дозволяв селянам у зв'язку з неврожаєм переселятися в інші райони, отримуючи при цьому соціальну виплату з державної скарбниці. У 488 році Фен наказала створити державні запаси зерна на випадок голоду і заснувати систему військових поселень — поєднання селянської праці з військовою підготовкою і почерговим несенням військової служби.
Наприкінці життя Фен стали готувати план переносу столиці з м. Пінчен до м. Лоян (старовинної китайської столиці). Втім імператриця не встигла виконати цей задум, померши у 490 році.